# Samantha Ronson
Samantha Judith Ronson est une chanteuse et DJ anglaise née le 7 août 1977 à Londres.
De 2008 à 2009, elle a été la compagne de l'actrice et chanteuse américaine Lindsay Lohan.
Samantha a une sœur jumelle Charlotte, un frère Mark Ronson, ainsi qu'une demi-sœur Annabelle Dexter-Jones et un demi-frère Alexander Dexter-Jones.

## Discographie

### Albums
- Red, Roc-a-Fella Records (2004, non paru)
- Samantha Ronson & The Undertakers – Chasing the Reds, Broken Toys Records (2011)

### Mixtapes
- Samantha Ronson & DJ AM – Challah Mixtape (2003)
- Mark Ronson &  Samantha Ronson – Get High Mixtape (2004)
- Mark Ronson & Samantha Ronson – Get S R – The C Ronson Mixtape (2004)
- Samantha Ronson – Chasing the Red Mix CD (2011)

### Simples
- Fool (2000)
- Pull My Hair Out (2004)
- Built This Way (2004)

## Sources
- Sheila Marikar, « Who Is Samantha Ronson? », ABC News, 30 juillet 2008
- Steve Baltin, « Song Stream: Samantha Ronson, 'Chasing the Reds V.2' », Rolling Stone, 18 avril 2012